# Восканян, Нона Мушеговна
Нона Восканян (род. 4 марта 1961, Ереван, Армянская ССР, СССР) – армянский музыковед, член Союза композиторов Армении (2009).

## Образование
Родилась 4 марта 1961 г. в Ереване. В 1968—1976 гг. училась на фортепианном отделении в Музыкальной школе имени Александра Спендиаряна в Ереване. В 1976—1979 гг. училась на кафедре теории музыки в Ереванской средней профессиональной музыкальной школе имени Петра Чайковского, а в 1979—1984 гг. — на кафедре музыковедения Ереванской государственной консерватории им. Комитаса. В 1984—1988 гг. училась в заочной аспирантуре Института искусств НАН РА.

## Трудовая деятельность
С 1985 года преподавала на теоретическом факультете в Музыкальной школе имени Александра Спендиаряна. С 1995 по 2012 гг. преподавала на теоретическом отделении в Ереванском государственном музыкально-педагогическом колледже имени Арно Бабаджаняна. С 1996 года — музыковед и концертный руководитель программы «Новые имена» в Армении. С 1998 года преподавала на кафедре истории музыки консерватории.
В 2008-2012 гг. была заместителем директора в Государственном музыкально-педагогическом колледже имени А. Бабаджаняна. С 2012 года — заведующая учебного отделения Ереванской государственной консерватории имени Комитаса.

## Музыковедческая деятельность
Она является автором около 2 десятков статей, книг, программ, радиопередач, телепередач (по H1: «Музыкальная шкатулка», «Утренняя звезда», «Камертон»). Сферы исследований — армянская музыка и организация процесса профессионального образования.

### Участие в международных конкурсах, конференциях
- В 2010 году участвовала в Международном открытом конкурсе «Дельфийские игры» в качестве члена оргкомитета, музыковеда-редактора.
- В 2011-2012 гг. участвовала в Международном фестивале молодых музыкантов-исполнителей «Новые имена» в качестве музыковеда-редактора-концертмейстера.
- В 2011 году участвовала в Международном конкурсе-фестивале молодых пианистов имени Арно Бабаджаняна в качестве заместителя председателя оргкомитета, музыковеда-редактора.

## Награды
- В 1976 году за аккомпанемент хора ереванской школы N119 была удостоена почетной грамоты хорового общества Армении.
- 1982 год — за отличное выступление на Межреспубликанской студенческой научно-практической конференции «Музыкальные инструменты народов СССР» была удостоена почетной грамотой Государственной консерватории имени П. Чайковского (Киев)
- 1984 год — за активное участие во 2-й Межреспубликанской конференции «Вопросы перевода и изучения иноязычной литературы по музыке» получила диплом Министерства высшего и среднего профессионального образования РА.
- 1984 год — за активное участие в межвузовских конференциях и деятельности Совета СНО была удостоена почетной грамоты ЕГК.
- 1985 год — получила диплом Министерства высшего среднего профессионального образования Республики Армения по результатам республиканского этапа всесоюзного конкурса 1984—1985 учебного года «Лучшая научная работа студентов по естественным, техническим и гуманитарным наукам».
- В 1985 году — награждена дипломом ЕГК на Всесоюзном конкурсе «Лучшая научная работа студента».
- В 2001 году — была награждена дипломом Международного фестиваля талантливых молодых музыкантов «Славянское искусство» из стран Восточной Европы.
- 2004 год — была награждена Культурной ассоциацией «Нового поколения» Лос-Анджелеса.
- 2005 год — была награждена грамотой мэрии Еревана за лучшую организацию первого республиканского конкурса-фестиваля молодых музыкантов-исполнителей имени Александра Спендиаряна.
- В 2005 году по случаю признания «Лучшим учителем 2004—2005 учебного года» была награждена дипломом профсоюза работников системы культуры мэрии Еревана.
- В 2006 году в связи с многолетней безупречной педагогической работой и 75-летием основания школы была удостоена почетной грамоты мэрии Еревана.
- В 2006 году получила диплом 2-го Всеармянского культурного фестиваля «Одна нация, одна культура» за активное участие в сохранении и распространении армянской национальной культуры, а также за активное участие во 2-м Всеармянском фестивале фонда «Одна нация, одна культура». — Армянский культурный фестиваль.
- В 2008 и 2009 гг. была награждена золотой медалью и дипломом Мемориального фонда Арно Бабаджаняна за сохранение и популяризацию произведений Арно Бабаджаняна.
- В 2009 году была награждена благодарственным письмом мэрии Сочи за неоценимый вклад в развитие двустороннего сотрудничества между Ереваном и Сочи.
- В 2011 году была награждена грамотой Министерства культуры РА за многолетнюю педагогическую деятельность, за вклад в области художественного образования, а также в связи с 50-летием со дня рождения.
- В 2011 году по случаю 50-летнего юбилея и 25-летия трудовой деятельности была награждена благодарственной грамотой Министерства образования и науки РА.
- В 2011 году была награждена благодарственным письмом мэрии Еревана за заслуги в развитии музыки.